# Idared
Idared, poslovenjeno tudi ajdared je sorta jabolčnega kultivarja, ki so ga leta 1942 vzgojili v mestu Moscow v zvezni državi Idaho, Združene države Amerike.
Meso te sorte je belo, sočno in srednje čvrsto. Je prijetno kiselkastega okusa, brez posebne arome. Kožica je debela in žilava. V osnovi je plod rumenozelene barve, ki se meša z vinskordečo barvo. V Sloveniji ta sorta dozori konec septembra do sredine oktobra.